# Aftersun
Aftersun is een Brits-Amerikaanse coming of age dramafilm uit 2022, geschreven en geregisseerd door Charlotte Wells in haar regiedebuut.

## Verhaal
De 31-jarige Sophie kijkt naar de video en herinnert zich de vakantie die ze 20 jaar geleden bij haar vader in Turkije doorbracht. Het verhaal van de relatie tussen een tienermeisje dat door een opgroeifase gaat en haar vader die gezondheidsproblemen en financiële problemen heeft.

## Rolverdeling
| Acteur             | Personage        |
| ------------------ | ---------------- |
| Paul Mescal        | Calum            |
| Frankie Corio      | Sophie           |
| Celia Rowlson-Hall | volwassen Sophie |

## Productie
Aftersun is het speelfilmdebuut van regisseur en schrijfster Charlotte Wells. Ze noemde het "emotioneel autobiografisch" en probeerde zich te verdiepen in "een andere periode" in een relatie tussen een jonge ouder en een dochter dan wat ze verkende in haar korte debuutfilm Tuesday uit 2015. Frankie Corio was een van de meer dan 800 kandidaten voordat ze werd gecast.
De opnames vonden plaats in de wijk Ölüdeniz in Fethiye, Turkije. Tijdens de repetitieperiode van twee weken brachten Corio en Mescal tijd door op een vakantiepark om hun dynamiek authentieker te maken.

## Release
De film ging in première op 21 mei 2022 als onderdeel van de International Critics' Week tijdens het Filmfestival van Cannes.

## Ontvangst
Op Rotten Tomatoes heeft Aftersun een waarde van 96% en een gemiddelde score van 8,70/10, gebaseerd op 233 recensies. Op Metacritic heeft de film een gemiddelde score van 95/100, gebaseerd op 46 recensies.

## Prijzen en nominaties
De belangrijkste:
| Jaar | Prijs                       | Categorie                                                             | Genomineerde(n)     | Uitslag     |
| ---- | --------------------------- | --------------------------------------------------------------------- | ------------------- | ----------- |
| 2024 | Premios Goya                | Beste Europese film                                                   | Beste Europese film | Genomineerd |
| 2023 | Critics Choice Awards       | Beste mannelijke hoofdrol                                             | Paul Mescal         | Genomineerd |
| 2023 | Critics Choice Awards       | Beste jonge acteur / actrice                                          | Frankie Corio       | Genomineerd |
| 2023 | Critics Choice Awards       | Beste originele scenario                                              | Charlotte Wells     | Genomineerd |
| 2023 | British Academy Film Awards | Beste mannelijke hoofdrol                                             | Paul Mescal         | Genomineerd |
| 2023 | British Academy Film Awards | Uitzonderlijke Britse film                                            |                     | Genomineerd |
| 2023 | British Academy Film Awards | Uitzonderlijk debuut van een Britse schrijver, regisseur of producent | Charlotte Wells     | Gewonnen    |
| 2023 | British Academy Film Awards | Beste casting                                                         | Lucy Pardee         | Genomineerd |
| 2023 | Academy Awards (Oscars)     | Beste mannelijke hoofdrol                                             | Paul Mescal         | Genomineerd |
| 2022 | Filmfestival van Cannes     | Caméra d'or                                                           | Charlotte Wells     | Genomineerd |
| 2022 | Filmfestival van Cannes     | Prix French Touch du jury                                             | Charlotte Wells     | Gewonnen    |